# George Campbell
George Herrold "Doc" Campbell (Orangeville, Ontario, 1 de febrer de 1878 - Orangeville, 4 de novembre de 1972) va ser un esportista canadenc que va competir a principis del segle xx. Practicà diversos esports, entre els quals destaca el curling i el golf, però és en el Lacrosse on destacà més.
Mentre estudiava odontologia a la Universitat de Toronto va ser capità de l'equip que va guanyar el Campionat del Món Universitari de Lacrosse de 1902. El 1908 va prendre part en els Jocs Olímpics de Londres, on guanyà la medalla d'or en la competició per equips de Lacrosse, com a membre de l'equip canadenc.
Posteriorment continuà jugant al lacrosse durant una vintena d'anys més i fou alcalde d'Orangeville entre 1914 i 1916. Alhora exercí diversos càrrecs a l'Ontario and Canadian Dental Associations i Va continuar practicant l'odontologia fins pocs dies abans de morir, amb 94 anys, cosa que el convertia en el dentista més vell del país.